# آرتور دی کوستا ای سیلوا
آرتور دی کوستا ای سیلوا (انگلیسی: Artur da Costa e Silva؛ زاده ۳ اکتبر ۱۸۹۹ – درگذشته ۱۷ دسامبر ۱۹۶۹) یک سیاستمدار اهل برزیل بود. وی از ۱۵ مارس ۱۹۶۷ تا ۳۱ اوت ۱۹۶۹ رئیس‌جمهور این کشور بود.